# Тёмная крачка
Тёмная кра́чка (лат. Onychoprion fuscatus) — вид морских птиц из семейства чайковых (Laridae). Ранее его относили к роду крачек (Sterna).

## Описание
Тёмная крачка похожа по размеру на пестроносую крачку (Thalasseus sandvicensis). Её длина от 33 до 36 см, а размах крыльев от 82 до 94 см. Крылья и глубоко вилочковый хвост длинные. Верхняя сторона серая, а нижняя — белая. Клюв и ноги чёрные. Молодые птицы имеют бледно-серое оперение. Призывный крик громкий, пронизывающий «кер-вак-а-вак» или «кваарк».
Тёмную крачку можно спутать с меньшей по размеру бурокрылой крачкой (Onychoprion anaethetus). Спина имеет схожую окраску, только более тёмную.
Это птица тропических морей, которая гнездится повсюду на островах в зоне экватора. Это перелётная птица, зимующая в тропических морях. Тёмная крачка — крайне редкий гость в Западной Европе, может быть встречена также на юге Дальнего Востока России, хотя подтверждённых данных об этом нет.

## Размножение
Тёмная крачка гнездится в колониях на скалистых или коралловых островах, таких как остров Вознесения и Сейшельские острова. Гнездо представляет собой ямку на земле. В кладке одно яйцо. Тёмная крачка питается рыбой, которую ловит на поверхности моря. При этом её можно наблюдать в больших стаях. Не считая период гнездования она может проводить в море от 3 до 10 лет. При этом крачка практически не отдыхает, так как у неё отсутствуют плавательные перепонки и она не может отдыхать на воде, как другие крачки. Если тёмная крачка куда и садится, то только на случайно плавающие в море предметы.

## Подвиды
Выделяют шесть подвидов:
- O. f. fuscatus (Linnaeus, 1766) из Карибского бассейна, Атлантики и Западной Африки имеет белый низ.
- O. f. nubilosus (Sparrman, 1788), гнездящаяся от Красного моря до Юго-Восточной Азии, имеет сероватый оттенок на нижней стороне крыльев и брюхе.
- O. f. serratus (Wagler, 1830)
- O. f. oahuensis (Bloxam, 1827)
- O. f. crissalis (Lawrence, 1872)
- O. f. luctuosus (Philippi & Landbeck, 1866)

## Изображения

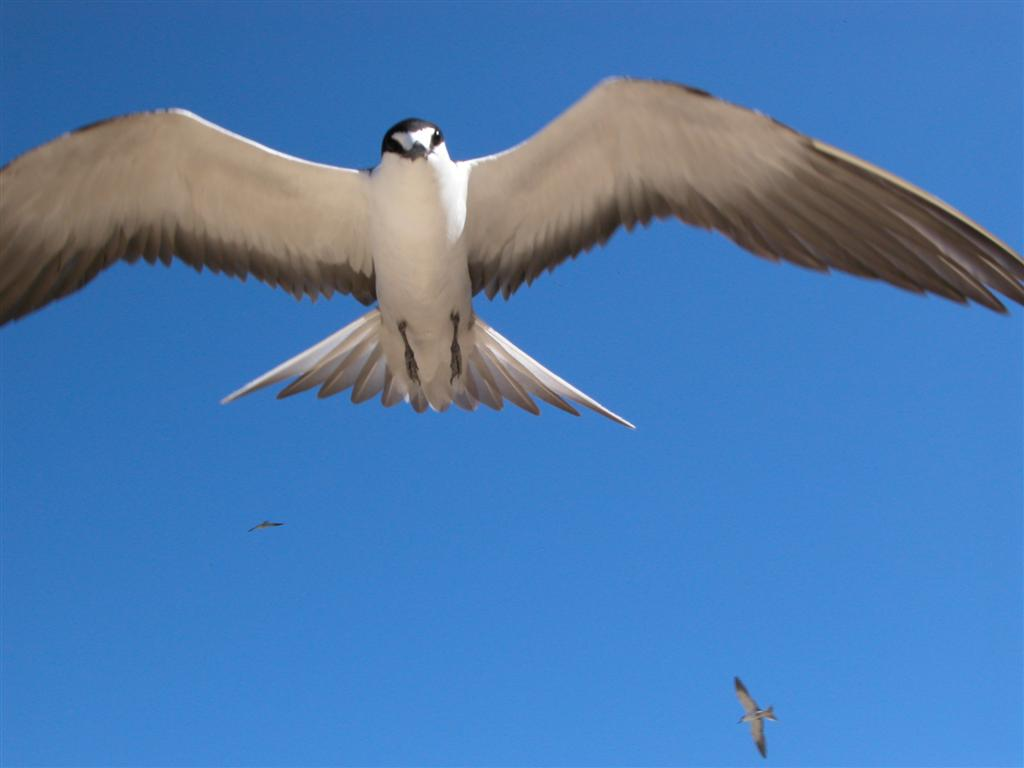
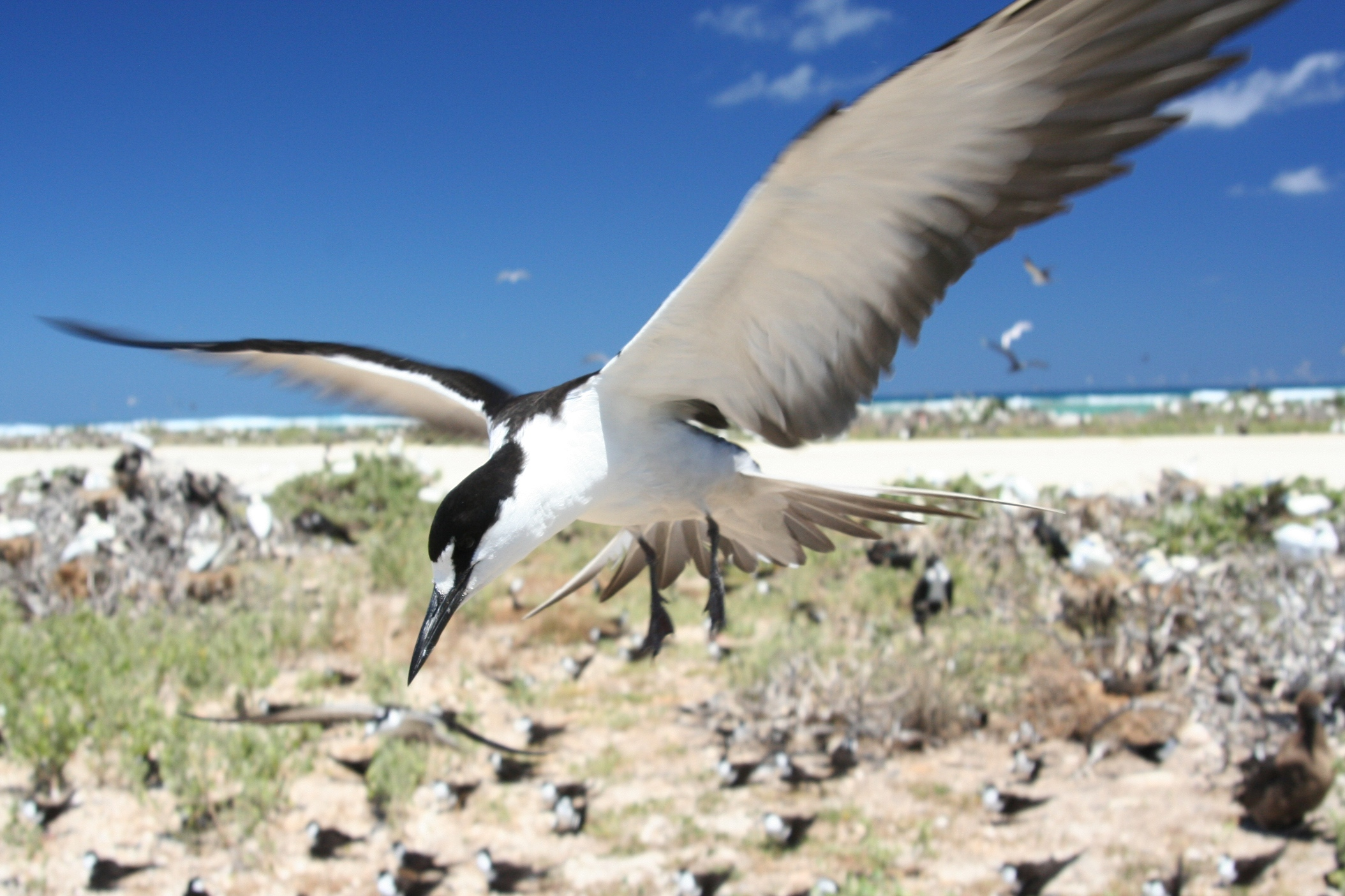
Гнездовая колония
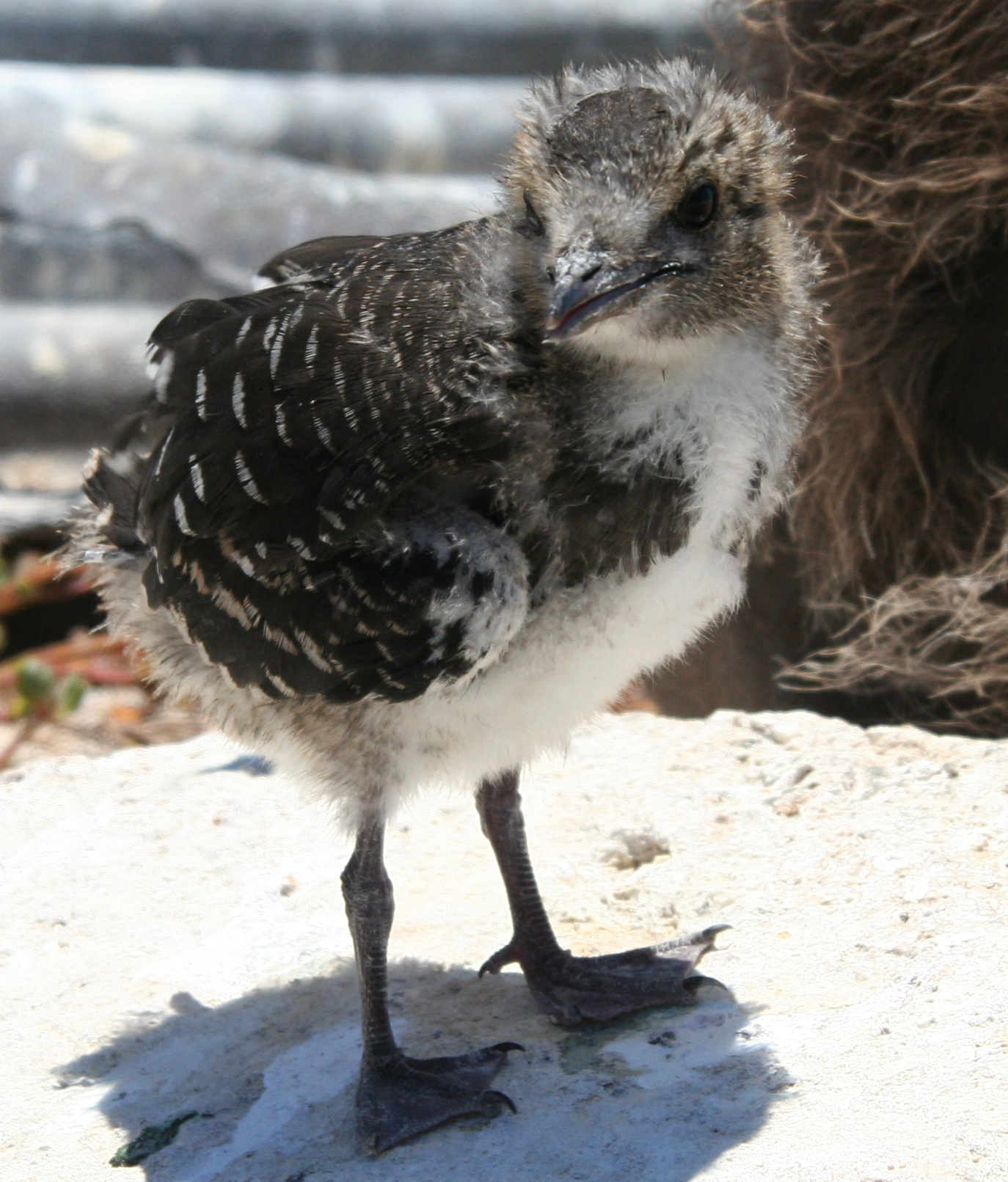
Птенцы
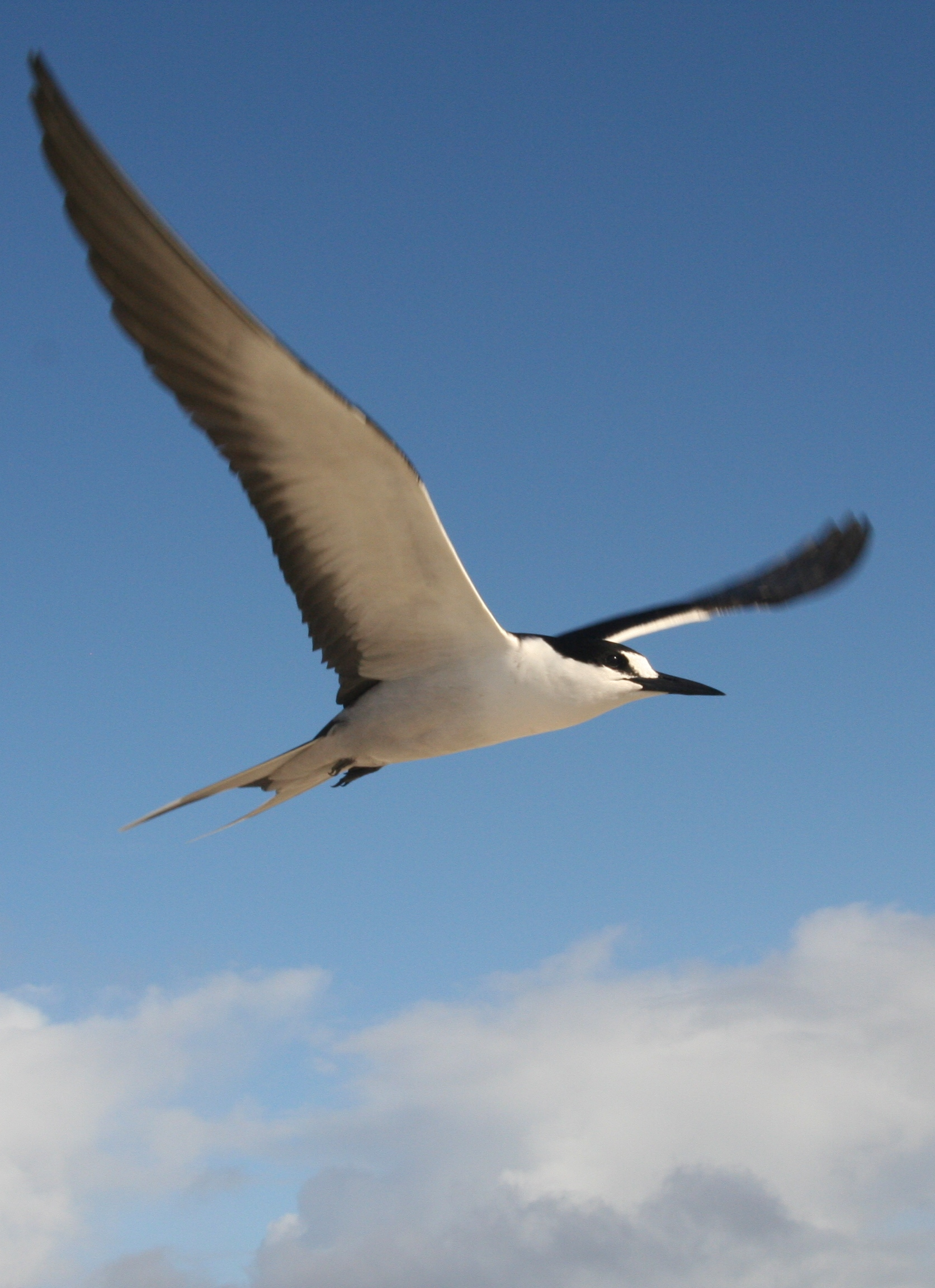
В полёте
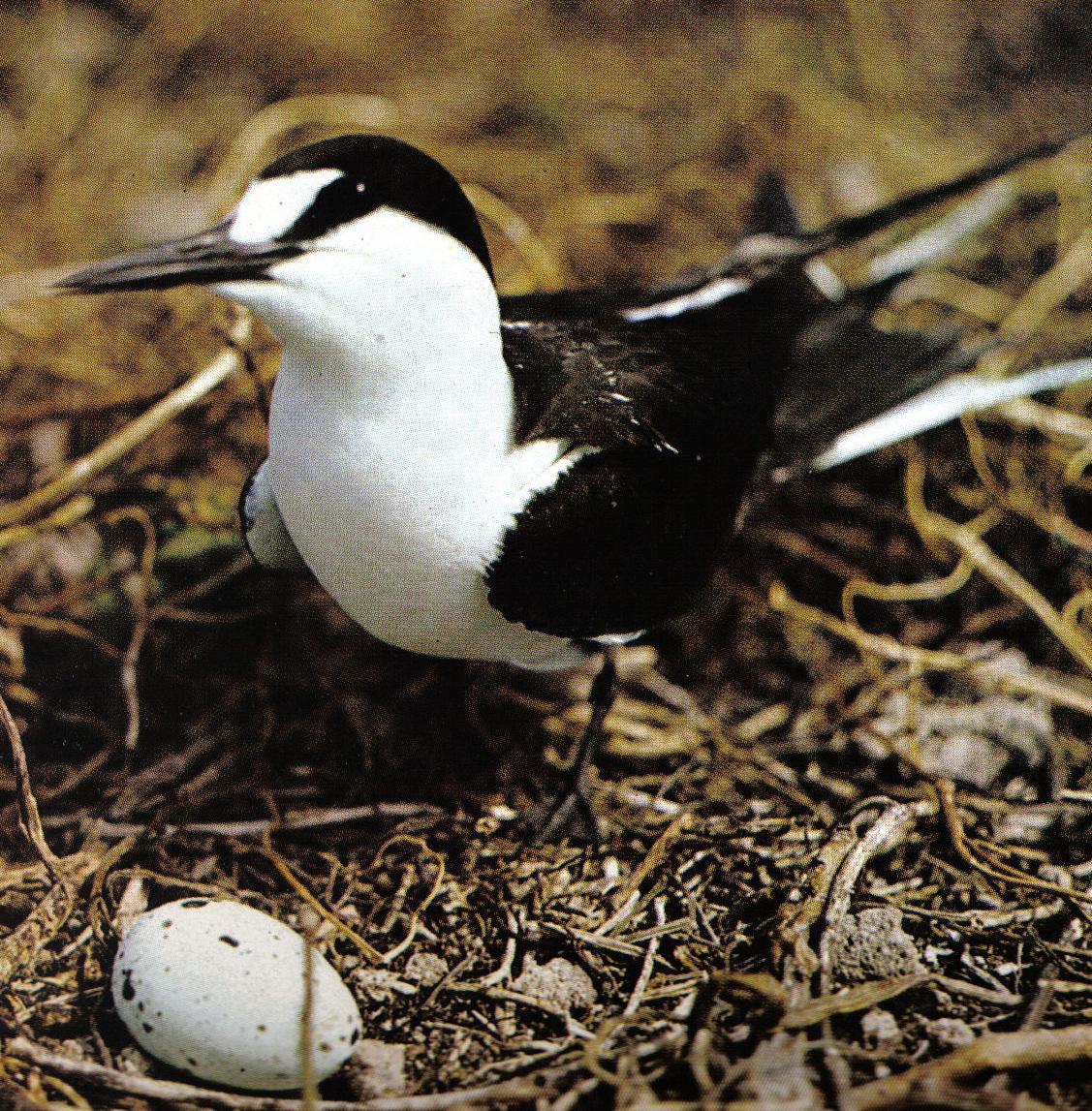
Тёмная крачка и её гнездо
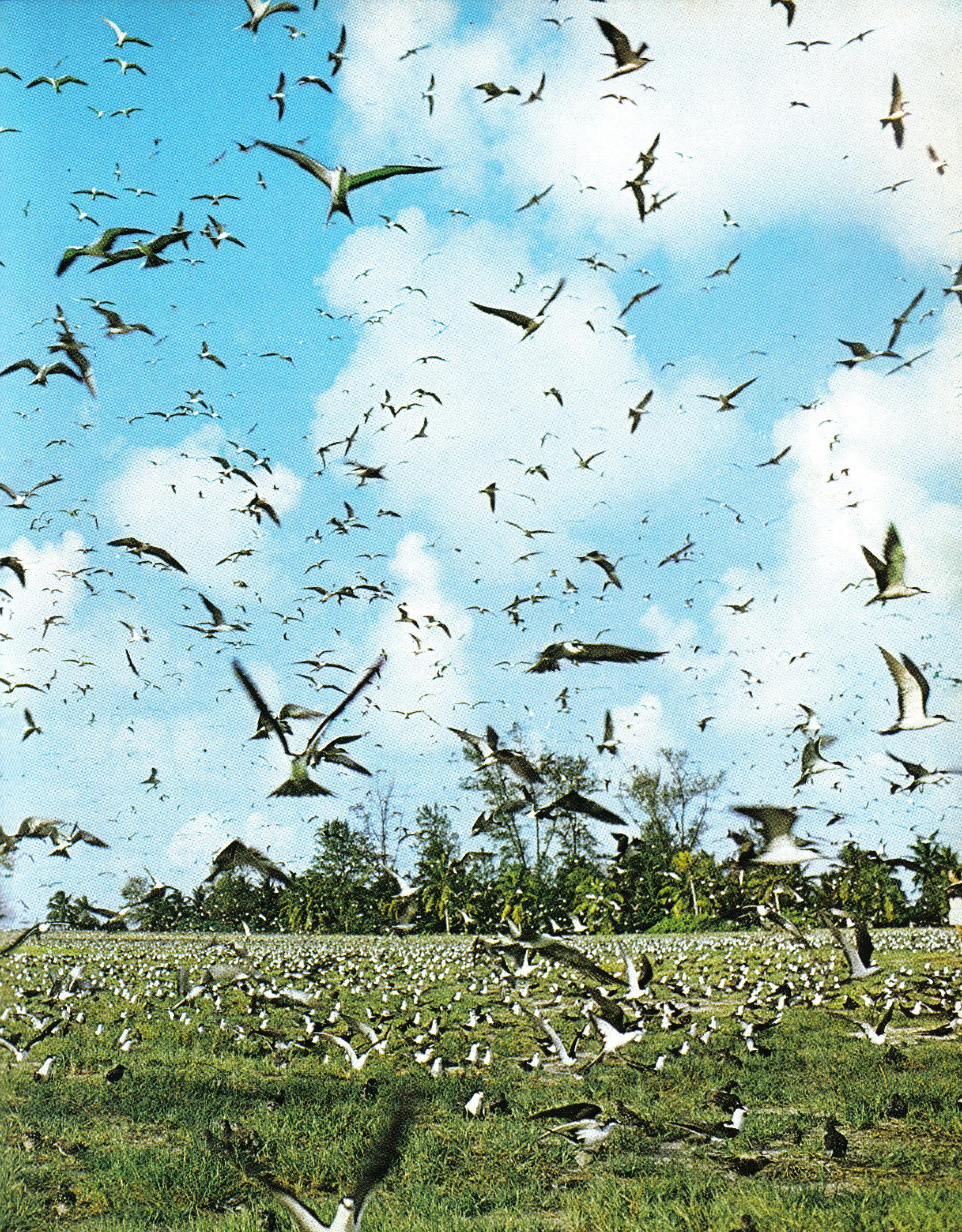
Стая тёмных крачек
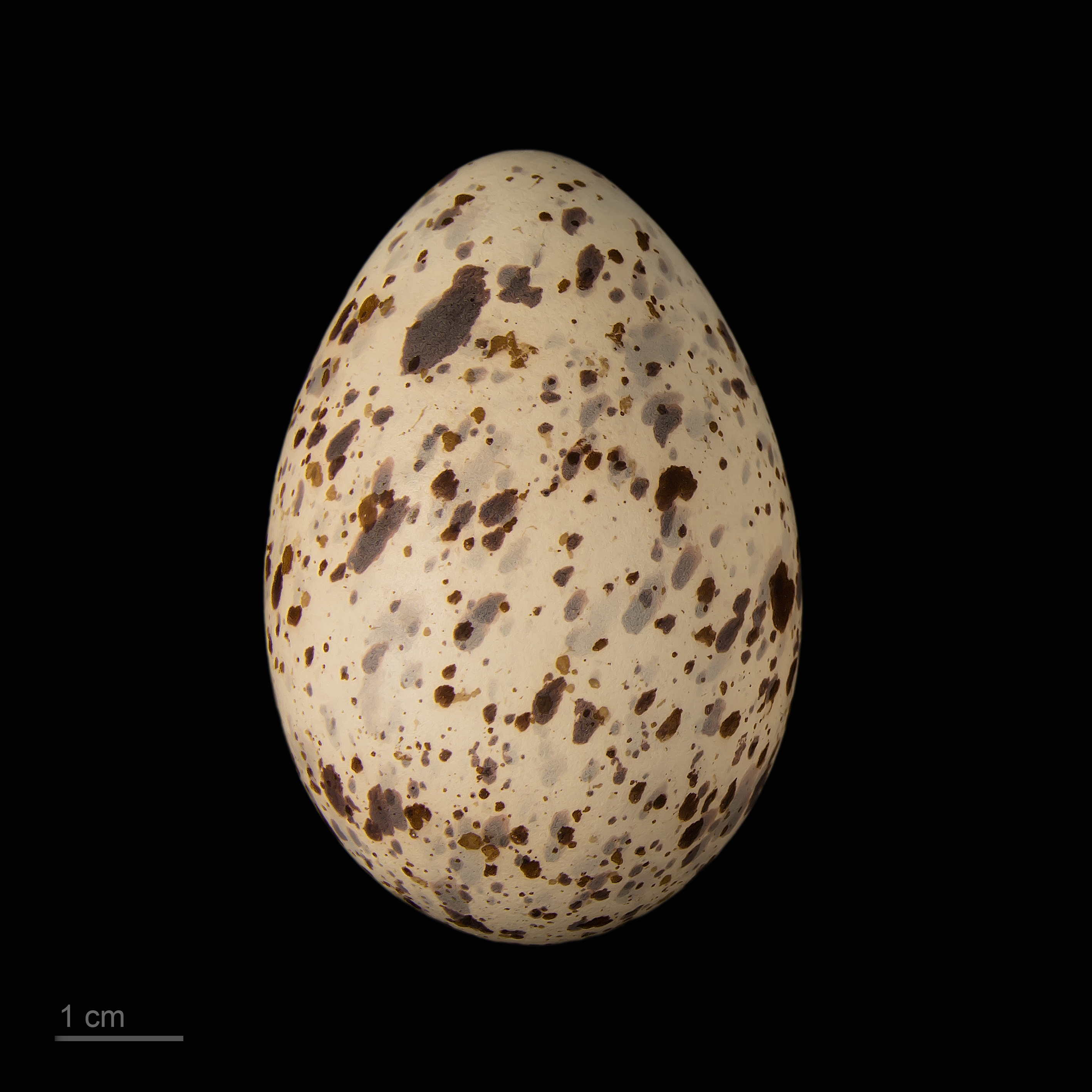
Яйцо Onychoprion fuscatus, Тулузский музеум